# 孙昌熙
孙昌熙（1914年12月11日—1998年9月18日），笔名钟咸，男，山东安丘人，中国鲁迅研究专家、文艺理论家。山东大学文学院教授。

## 生平
1914年12月11日（农历10月25日）生于山东省安丘县景芝镇王家庄。1936年考入北京大学中文系。1937年七七事变后，开始在《中央日报》副刊《平明》上发表小说及散文。同年底随校迁徙长沙、昆明。1941年夏毕业于国立西南联合大学，留校做朱自清助教。其间常在杨振声、李广田主编的《世界学生》（后改名《世界文艺》）上发表作品。1944年至云南大理华中大学任讲师，课余创作并发表中篇小说《枇杷园》。1946年秋赴青岛任山东大学中文系讲师。曾与人合办《青岛晚报》文艺栏《晚风》，发表大量散文和抒情小品。1958年随校迁居济南，先后晋升为副教授、教授。1953年在华岗校长的指导下，与中文系刘泮溪、韩长经一起在全国高等学校首次开设“鲁迅研究”课程。1957年，讲稿由作家出版社汇总为《鲁迅研究》一书出版。这是中华人民共和国成立后最早的一部系统研究鲁迅的专著。1956年转入山东大学中文系新成立的文艺理论教研组，担任文学概论、文艺评论、文艺理论专题等课程的教学工作。1976年开始主持《鲁迅全集》中《故事新编》的注释工作。1978年开始招收中国现代文学专业鲁迅研究方向的硕士研究生，著名学生有钱振纲、张学军、韩毓海、黄健等。1998年9月18日逝世。

## 社会兼职
山东省第五届人大代表，《文史哲》编委，中国鲁迅研究学会名誉理事，中国比较文学学会理事，山东省鲁迅研究会会长，中国作家协会会员，中国作家协会山东分会理事等。

## 出版物
长期从事鲁迅文学相关研究。先后发表《试论鲁迅〈中国小说史略〉的战斗意义》《鲁迅与〈山海经〉》《鲁迅与〈儒林外史〉》《鲁迅与〈聊斋志异〉》《鲁迅与高尔基》《鲁迅的比较文学观与研治古典文学的方法》《鲁迅的比较文学观及其研究古典文学的成就》等论文，出版专著《鲁迅小说史学初探》，主编《〈故事新编〉试析》（福建人民出版社1982年首版）等。
此外，还出版有专著《怎样阅读〈三国演义〉》《司图空〈诗品〉解说二种》（山东人民出版社1962年首版，齐鲁书社1980年再版），主编教科书《文艺学新论》（山东人民出版社1959年首版）《中国现代文学史》《中国现代小说史》《鲁迅全集》《杨振声选集》等。
2022年1月，社会科学文献出版社出版《孙昌熙文集》（套装全3册）。